# Kloster Eichelsdorf

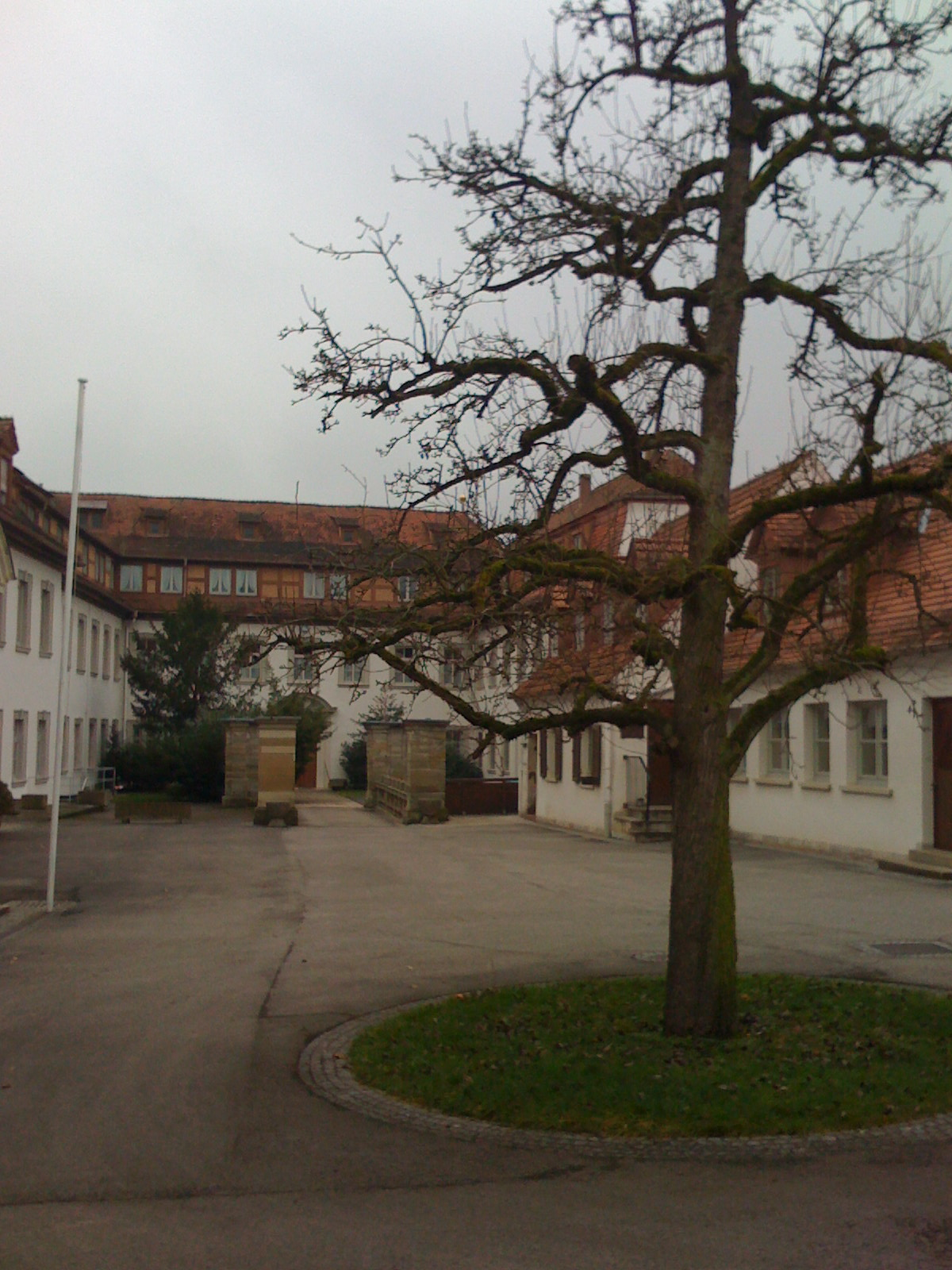
Innenhof des ehem. Klosters St. Alfons in Eichelsdorf

Das ehemalige Kloster Eichelsdorf ist ein historisches Gebäude im Ortsteil Eichelsdorf von Hofheim in Unterfranken.
Die ursprüngliche Wasserburg wurde in der Renaissancezeit zu einem Wasserschloss erweitert. Über 130 Jahre wurde es als Kloster St. Alfons von der Kongregation der Schwestern des Erlösers zu Würzburg genutzt.
Im Jahr 2008 erwarb die therapeutische Einrichtung des Baden-Württembergischen Landesverbandes für Prävention und Rehabilitation gGmbH (bw lv) die Anlage und renovierte sie. Seit Januar 2010 wird das ehemalige Kloster unter dem Namen Fachklinik Schloss Eichelsdorf als Rehabilitationszentrum betrieben. Vorher war das Therapiezentrum im nahegelegenen Schloss Bettenburg untergebracht.